# Центральний банк Єгипту
Центральний банк Єгипту (англ. Central Bank of Egypt, араб. البنك المركزي المصري) — центральний банк Арабської Республіки Єгипет.

## Історія
У 1898 році заснований Національний банк Єгипту, що отримав право випуску банкнот, що розмінюються на золото. Банк почав випуск банкнот 3 квітня 1899 року. 2 серпня 1914 розмін банкнот на золото припинений, банкноти Національного банку оголошені законним платіжним засобом.
У січні 1961 року заснований державний Центральний банк Єгипту, якому передано право емісії.